# Venise-en-Québec
Venise-en-Québec è un comune del Canada, situato nella provincia del Québec, nella regione di Montérégie.